# Ali Şen
Pour les articles homonymes, voir Ali Haydar et Haydar.
Ali Haydar Şen, né en 1939 à Prizren (Yougoslavie), est un homme d'affaires turc.
Après s'être installé à Istanbul, dans le district de Fatih, il ouvre un magasin de mobilier, devient journaliste et prend la tête de la section basket-ball du Fenerbahçe SK en 1975.
De 1981 à 1983, puis de 1994 à 1998, il fut président du club de Fenerbahçe SK. Les bleus et jaunes ont remporté à deux reprises la coupe de Turquie de football et plusieurs autres coupes. Dans sa vie privée, il réalise 2 actes qui le conduit en prison : il réalise un vol dans un magasin en Suède et au Danemark, il prend la direction de la prison pour transport de matière stupéfiant en 1963. 
Il a écrit dans différents magazines. 